# Онищенко Павло Іванович
Павло Іванович Онищенко (Оніщенко) (1888, село Копані, тепер Оріхівського району Запорізької області — розстріляний 24 жовтня 1938, місто Дніпропетровськ) — український радянський державний діяч, голова Запорізького окрвиконкому та Запорізької міської ради, начальник Катеринославського губернського відділу ДПУ.

## Життєпис
Народився у селянській родині. Навчався у сільській школі. Наймитував. 
У 1910—1912 роках — служба в російській імператорській армії. За участь у революційній діяльності заарештований і відправлений на заслання до міста Чити.
Член РСДРП(б) з 1913 року.
У 1914—1917 роках — в російській імператорській армії, учасник Першої світової війни. У червні 1917 — лютому 1918 року — командир окремої телеграфної роти російської армії. 
У лютому — серпні 1918 року організовував підпільні осередки для боротьби проти австро-німецьких військ і Української гетьманської держави в Токмацькому, Олександрівському, Бердянському, Мелітопольському повітах Таврійської губернії. У серпні 1918 — грудні 1919 року — член Одеського підпільного обласного комітету КП(б)У, керівник партизанського загону, голова губернської надзвичайної комісії (ВЧК), командир Особливої армії по боротьбі з військами Григор'єва, Махна, Денікіна. У грудні 1919 — січні 1920 року — на підпільній роботі у Катеринославі (член Катеринославського підпільного губернського комітету КП(б)У), голова Катеринославського губернського революційного комітету.
З січня 1920 року — на партійній роботі, член колегії Катеринославської губернської надзвичайної комісії (ВЧК). У січні 1920 року захворів на тиф. Після одужання — керівник організаційно-інструкторського відділу Катеринославської губернської надзвичайної комісії (ВЧК).
У лютому 1921 — жовтні 1922 року — у партійних органах Запорізької губернії, потім у губернській надзвичайній комісії (ВЧК) на різних посадах: голова Запорізької губернської надзвичайної комісії, начальник Запорізького губернського відділу ДПУ. У 1921—1922 роках двічі відзначався іменною зброєю та золотим годинником за досягнення у боротьбі з контрреволюцією. У червні 1922 року був поранений з вогнепальної зброї.
У жовтні 1922 — лютому 1923 року — начальник Запорізького повітового відділення ДПУ Катеринославської губернії.
У лютому 1923 — квітні 1925 року — начальник Катеринославського губернського відділу ДПУ. Член пленуму губвиконкому і надзвичайної сесії губернського суду. Через погіршення стану здоров'я звільнився з органів ДПУ.
29 березня 1925 — 12 листопада 1927 року — голова виконавчого комітету Запорізької окружної ради. Одночасно 16 квітня 1925 — 29 вересня 1927 року — голова Запорізької міської ради.
У листопаді — грудні 1927 року — в апараті ЦК КП(б)У.
У грудні 1927—1931 роках — заступник голови Укрсільбанку у Харкові; директор зернорадгоспу в пониззі Волги.
У 1931—1933 роках — слухач академії Державної планової комісії СРСР.
У 1933—1934 роках — голова міжрайонної державної комісії із визначення врожайності у місті Кам'янець-Подільському.
У 1934—1935 роках — уповноважений Держбудконтролю у місті Дніпропетровську.
У грудні 1935 — червні 1938 року — директор Дніпропетровського обласного лісотресту.
18 червня 1938 року заарештований органами УДБ НКВС за звинуваченням в активній участі у «військово-повстанській антирадянській організації», виключений із числа співробітників запасу органів безпеки та із членів ВКП(б) як «ворог народу». 24 жовтня 1938 року засуджений Військовою колегією Верховного суду СРСР до розстрілу, цього ж дня вирок було виконано.
Посмертно реабілітований 20 травня 1958 року.

## Нагороди і відзнаки
- знак Почесного чекіста (1924)
- грамота ВУЦВК